# William F. Readdy
William Francis „Bill“ Readdy (* 24. Januar 1952 in Quonset Point, Bundesstaat Rhode Island, USA) ist ein ehemaliger US-amerikanischer Astronaut.
Readdy erhielt 1974 einen Bachelor in Luft- und Raumfahrttechnik von der United States Naval Academy.
Bei der United States Navy wurde Readdy zum Marineflieger ausgebildet. Von 1976 bis 1980 war er auf dem Flugzeugträger Forrestal im Mittelmeer und im Nordatlantik stationiert. 1980 wurde er zum Testpiloten ausgebildet und als Testpilot und Ausbilder für Testpiloten bis 1984 eingesetzt. Anschließend wurde er auf die Coral Sea für Einsätze im Mittelmeer und der Karibik versetzt.

## Astronautentätigkeit
1986 wechselte er als Forschungspilot zur NASA auf den Flugplatz Ellington Field, wo er als Programmmanager für das Shuttle Carrier Aircraft arbeitete. Im Juni 1987 wurde er von der NASA als Astronautenanwärter ausgewählt. Bei der NASA war er Training Officer, Safety Officer, Abteilungsleiter für Operations Development, Director of Operations in Swjosdny Gorodok bei Moskau, Mitglied der Stafford Task Force und der erste Manager des Space Shuttle Program Development, zuständig für Verbesserungen am Space Shuttle. Er wurde auch Associate Administrator im NASA-Hauptquartier für das Office of Space Flight, das für die verschiedenen NASA-Zentren und die aktuellen Weltraumprogramme koordiniert.

### STS-42
Am 22. Januar 1992 startete Readdy als Missionsspezialist der Discovery zum ersten Mal ins All. In der Nutzlastbucht des Space Shuttles befand sich das Mikrogravitationslabor IML-1. Das Spacelab-Modul enthielt Experimente, um die komplexen Effekte der Schwerelosigkeit auf lebende Organismen und andere Materialien zu erforschen. Um Experimente rund um die Uhr durchführen zu können, arbeitete die Besatzung im Schichtbetrieb. Readdy bildete zusammen mit Hilmers und dem Deutschen Ulf Merbold das rote Team, während Thagard, Grabe, Oswald und Bondar das blaue Team bildeten.

### STS-51
Am 12. September 1993 startete Readdy als Pilot der Discovery im Rahmen der Mission STS-51 ins All. Er setzte dabei den Advanced Communications Technology Satellite (ACTS) und den Shuttle Pallet Satellite (ORFEUS-SPAS) aus. Letzterer hatte amerikanische und deutsche wissenschaftliche Experimente einschließlich eines Ultraviolett-Spektrometers an Bord. In einem siebenstündigen Außenbordeinsatz erprobten  Carl Walz und James Newman Werkzeuge und Methoden zur Reparatur des Hubble-Weltraumteleskops. Nachdem ORFEUS-SPAS sechs Tage frei geflogen war und sich dabei ca. 65 km von der Discovery entfernt hatte, wurde er schließlich mit Hilfe des Shuttle-Roboterarms wieder eingefangen. Nach 158 Erdumrundungen landete die Discovery als erster Shuttle in der Nacht am Kennedy Space Center.

### STS-79
Readdy startete als Shuttle-Kommandant am 16. September 1996 zur Raumstation Mir vom Kennedy Space Center, wo die Mission auch später wieder endete. Das Space Shuttle Atlantis war vier Tage an der Raumstation angekoppelt. Bei dieser Mission wurde das Mir-Besatzungsmitglied Shannon Lucid von John Blaha, der mit STS-81 zurückflog, abgelöst. Nach dem Austausch von Versorgungsgütern und Experimenten kehrte die Raumfähre nach zehn Tagen am 26. September auf die Erde zurück.

## Nach der NASA
Im Oktober 2005 schied Readdy aus der NASA aus und gründete mit Discovery Partners International eine Beratungsfirma für Luft- und Raumfahrt.

## Privates
William Readdy ist verheiratet und hat drei Kinder.